# Вулиця Дарвіна (Київ)
Ву́лиця Да́рвіна — вулиця в Печерському районі міста Києва, місцевості Бессарабка, Липки. Пролягає від Крутого узвозу до Шовковичної вулиці.

## Історія
Вулиця прокладена у 1910–1913 роки крізь садиби киян Стефановичів, Магеровських, Ганке, Свистунової і на їхнє прохання у 1913 році названа Новолевашовською, як прилеглої до Левашовської вулиці (названої на честь графа Василя Левашова, київського генерал-губернатора у 1834–1837 роках). Сучасна назва на честь англійського природодослідника Чарлза Дарвіна — з 1938 року (назву підтверджено 1944 року).

## Пам'ятки історії та архітектури
Забудова вулиці відноситься до 1930-х років. Серед будинків виділяється будинок № 5, зведений у стилі пізнього конструктивізму. Будинок № 10 (1940 р.) є пам'яткою архітектури та одним з нечисленної низки будинків, зведених у 1930-ті роки у стилі українського модерну. Пам'яткою історії є будинок № 6 — будинок Академії архітектури УРСР.

## Установи та заклади
- Музична школа № 9 (буд. № 10)

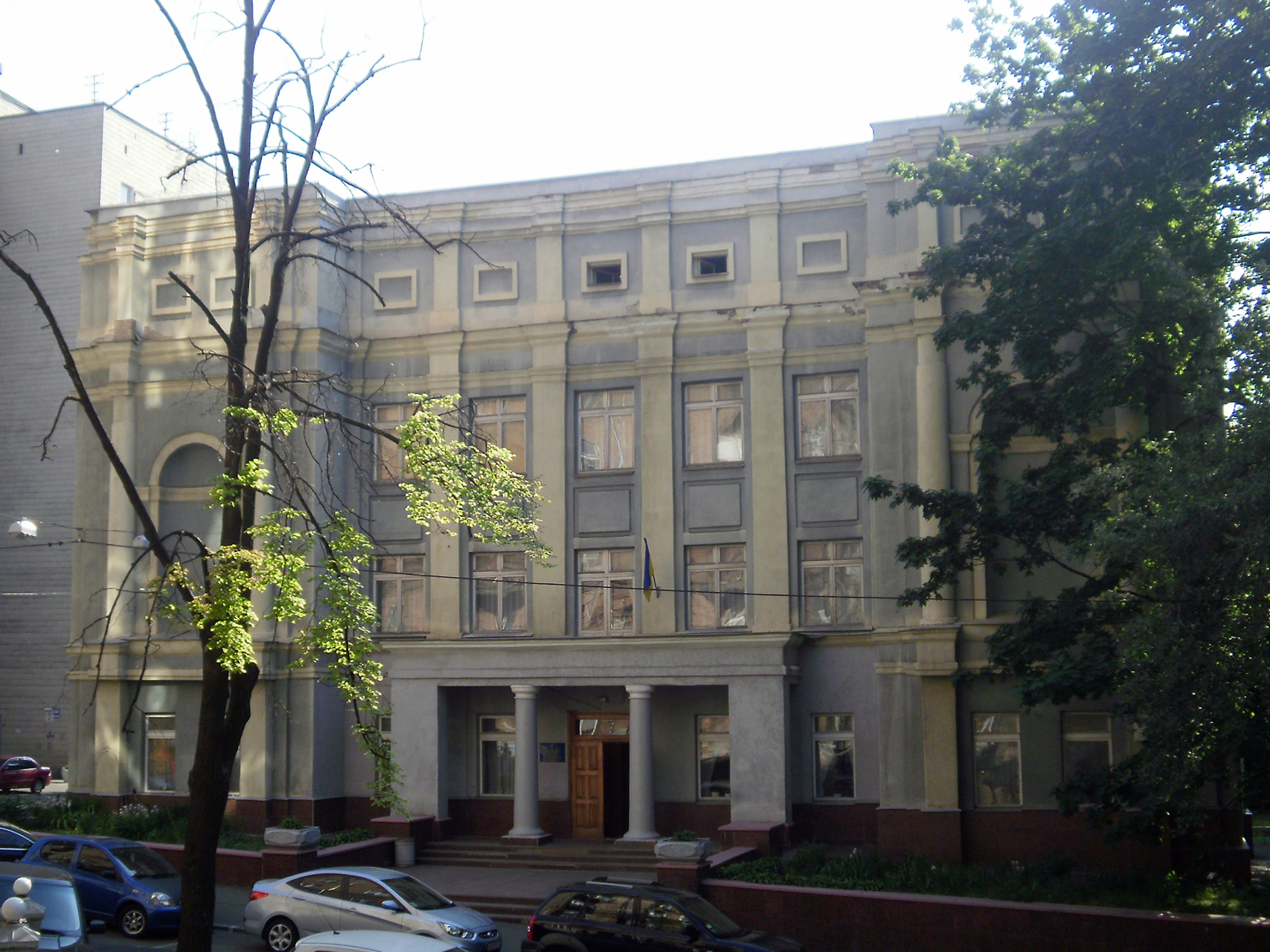
№ 2 – Будинок дитячого мистецтва, типовий проєкт школи

- Палац дітей та юнацтва Печерського району (буд. № 2)